# Pak Pong-ju
Pak Pong-ju (tiếng Triều Tiên: 박봉주; sinh ngày 10 tháng 4 năm 1939) là một chính khách Cộng hòa Dân chủ Nhân dân Triều Tiên. Ông hiện là Ủy viên Thường vụ Bộ Chính trị, Phó Chủ tịch Ủy ban Quốc vụ Cộng hòa Dân chủ Nhân dân Triều Tiên, ông từng là Thủ tướng nước Cộng hòa Dân chủ Nhân dân Triều Tiên từ 2004 đến 2007, và quay lại từ 2013 đến 2019.

## Sự nghiệp ban đầu
Ông bắt đầu sự nghiệp của mình vào năm 1962 với tư cách là giám đốc nhà máy thực phẩm Yongchon ở Pyong'an Bắc. Ông trở thành thành viên dự khuyết của Ủy ban Trung Ương Đảng Lao động Triều Tiên (KWP) vào tháng 10 năm 1980, và là người đứng đầu Ủy ban Namhung Youth Chemical Combine vào tháng 7 năm 1983. Vào tháng 5 năm 1993, ông trở thành phó giám đốc Ban Công nghiệp nhẹ của KWP, và vào tháng 3 năm 1994, ông là phó giám đốc Ban Giám sát Chính sách Kinh tế của Đảng. Vào tháng 7 năm đó, ông xếp thứ 188 trong số 273 thành viên trong ủy ban tang lễ của cố lãnh tụ Kim Il-sung, cho thấy rằng ông nằm ở ngoại vi của hệ thống cấp bậc ưu tú. Tuy nhiên, vào tháng 9 năm 1998, ông được bổ nhiệm vào vị trí Bộ trưởng Công nghiệp Hóa chất dưới quyền Thủ tướng Hong Song-nam, và thay thế Hong Song-nam 5 năm sau đó.

## Nhiệm kỳ Thủ tướng đầu tiên (2004–2007)
Năm 2005, trong một phiên họp toàn thể của Hội đồng nhân dân tối cao ông đã đã phát biểu về việc giới thiệu lại hệ thống phân phối công cộng. Ông đề xuất một giải pháp hành chính đối với việc phân phối lương thực và coi đó là quan điểm của đảng: "Bằng mọi cách, chúng ta phải đạt được mục tiêu sản lượng ngũ cốc năm nay bằng cách thực hiện triệt để chủ trương cách mạng nông nghiệp của đảng bằng cách tập trung toàn lực và huy động toàn lực cho mặt trận nông nghiệp".
Ngày 11 tháng 4 năm 2007, Korean Central News Agency đưa tin rằng trong kỳ họp thứ 5 của Hội đồng Nhân dân Tối cao khóa 11 của CHDCND Triều Tiên, Pak Pong-ju bị "miễn nhiệm... chức thủ tướng" và Kim Yong-il được bầu làm thủ tướng mới. Ông đã không được xuất hiện trước công chúng kể từ tháng 5 năm 2006. Người ta đồn rằng ông đã bị cách chức vì lạm dụng quỹ dầu mỏ để sử dụng cho lĩnh vực nông nghiệp, hoặc ông quá tập trung vào các đề xuất phát triển kinh tế từ Trung Quốc, thay vì những ý tưởng cây nhà lá vườn.
Với tư cách là Thủ tướng, Pak Pong-ju là người đứng đầu chính phủ CHDCND Triều Tiên, đồng thời thành lập ban lãnh đạo hành pháp cao nhất của CHDCND Triều Tiên cùng với các quan chức hành pháp khác. Nhánh khác của chính phủ hành pháp là Ủy ban Quốc phòng Triều Tiên, do Chủ tịch Ủy ban Quốc phòng Kim Jong-un đứng đầu. Với tư cách là thủ tướng, ông chịu trách nhiệm tổ chức nội các và bổ nhiệm các bộ trưởng và phó thủ tướng sau khi được Hội đồng nhân dân tối cao thông qua. Trước khi trở thành Thủ tướng, ông từng là Bộ trưởng Công nghiệp Hóa chất. Ông là thành viên của ủy ban đứng đầu cơ quan hành pháp của chính phủ Triều Tiên, cùng với Kim Jong-un và Chủ tịch Đoàn Chủ tịch SPA Kim Yong-nam. Trên danh nghĩa, mỗi người nắm giữ một phần ba quyền lực do một tổng thống nắm giữ trong hầu hết các hệ thống tổng thống. Pak Pong-ju xử lý các vấn đề đối nội, Kim Yong-nam tiến hành quan hệ đối ngoại và Kim Jong-un chỉ huy các lực lượng vũ trang.
Ngày 23 tháng 8 năm 2010, The New York Times đưa tin rằng Pak Pong-ju " đã xuất hiện trở lại tại một sự kiện nhà nước ở thủ đô, Pyongyang, vào thứ 7, với tư cách là Phó Chủ tịch thứ nhất Ủy ban Trung ương của Đảng Lao động Triều Tiên, theo kênh truyền hình nhà nước Korean Central Television." Ông đã thay thế hiệu quả em gái của Kim Jong-il là Kim Kyong-hui làm giám đốc Ban Công nghiệp nhẹ của Đảng vào năm 2012 (ông là phó ban từ 1992–1998 và 2010 –2012).
Ông có tiếng là người thân cận với Jang Sung-taek và là một phần trong quá trình chuyển sự chú ý hiện tại của chính phủ sang nền kinh tế tiêu dùng.

## Nhiệm kỳ thứ 2 (2013–2019)
Ngày 31 tháng 3 năm 2013 ông được bầu vào Thường vụ Bộ Chính trị. Ngày 1 tháng 4, ông thay thế Choe Yong-rim trong nhiệm kỳ Thủ tướng thứ hai. Ngày 22 tháng 4, ông chủ trì phiên họp đầy đủ đầu tiên của nội các bao gồm thảo luận về "đường lối byungjin" về hợp tác phát triển kinh tế và vũ khí hạt nhân, cũng như các vấn đề ngân sách cho nền kinh tế nhân dân trong quý đầu tiên và thứ hai của năm 2013. Tháng 7, có thông báo rằng nội các của ông Pak đã nắm toàn quyền đối với các biện pháp kinh tế bằng cách kêu gọi "thực hiện vô điều kiện các quyết định và chỉ thị của nội các". Vào ngày 11 tháng 4 năm 2019, Pak đã được thay thế bởi Kim Jae-ryong trong kỳ họp đầu tiên của Hội đồng Nhân dân Tối cao khóa 14 và được trao quyền Phó Chủ tịch Đảng Lao động Triều Tiên.

## Sau nhiệm kỳ
Ông đã đến thăm Cung điện Mặt trời Kumsusan cùng với Kim Jong-un và các quan chức khác của đảng nhân kỷ niệm 26 năm ngày mất của Kim Nhật Thành, vào ngày 08 tháng 7 năm 1994.

## Phong cách
Ông Pak được biết đến như một người từng nỗ lực đưa ra các cải cách kinh tế Bắc Triều Tiên. Trong nhiệm kỳ Thủ tướng trước, là một nhà kỹ trị kỳ cựu, ông Pak Pong-ju từng dẫn dắt công cuộc cải cách kinh tế ở Triều Tiên khi làm thủ tướng giai đoạn 2003 - 2007 nhưng không mấy thành công. Ông Pak đi đầu trong việc cải cách thị trường theo hướng cho phép các doanh nghiệp nhà nước được tự chủ nhiều hơn, đồng thời giảm dần sự phân phối nhà nước về thực phẩm cũng như các nhu yếu phẩm.
Về chủ trương ủng hộ các biện pháp như tăng lương, cởi mở hơn với các hoạt động thị trường, tăng cường khuyến khích nông dân sản xuất... tuy nhiên, các chính sách này nhanh chóng bị đảo ngược sau khi bị chỉ trích là tư bản thái quá. Những nỗ lực này đã vấp phải sự phản đối từ phía đảng Lao động cầm quyền và quân đội Triều Tiên, rốt cuộc khiến ông mất chức Thủ tướng ông bị đình chỉ chức vụ vào tháng 6/2006, rồi bị cách chức trong năm tiếp theo.
Ở nhiệm kỳ lần thứ hai này, ông vẫn tập trung vào kinh tế, ông tham dự nhiều hơn các hoạt động kinh tế và ban hành các chính sách cụ thể, nhấn mạnh cần phải có các chiến lược quản lý mới để theo kịp sự phát triển trong thế kỷ mới, kêu gọi vạch ra các kế hoạch điều hành và tuyển dụng chi tiết cũng như thảo luận việc áp dụng công nghệ vào đồng áng để tăng sản lượng nông nghiệp điều này đang từ từ đặt nền móng cho một chương trình cải cách kinh tế kiểu mới mà chú ý đến nền kinh tế vốn ảnh hưởng trực tiếp đối với đời sống người dân.